# ساچمه لحیم
در بسته‌بندی مدارهای مجتمع، توپ یا ساچمه لحیم یک توپ از جنس لحیم است که میان بسته‌بندی تراشه و برد مدار چاپی تماس برقرار می‌کند.
توپ‌های لحیم را می‌توان با بهره‌گیری از دستگاه‌های خودکار یا دستی با استفاده از فلاکس چسبناک در محل قرار داد.
گاهی نیز توپ‌های لحیم را تحت فشار سکه زنی می‌کنند تا با افزایش سطح تماس مقاومت آن‌ها افزایش یابد.

## نگارخانه